# زماح
الزُّمَّاح هو جنس من نسور العالم الجديد الذي يحتوي على نوع واحد موجود هو ملك النسور.